# La Couvertoirade
La Couvertoirade (La Cobertoirada en occitan) est une commune française située dans le département de l'Aveyron, en région Occitanie.
Le patrimoine architectural de la commune comprend cinq immeubles protégés au titre des monuments historiques : les remparts, classés en 1895, l'Hôtel de Grailhe, inscrit en 1934, l'église Saint-Christol et le cimetière, classée en 1945, la commanderie, classée en 1945, et le presbytère, classé en 1945.

## Géographie

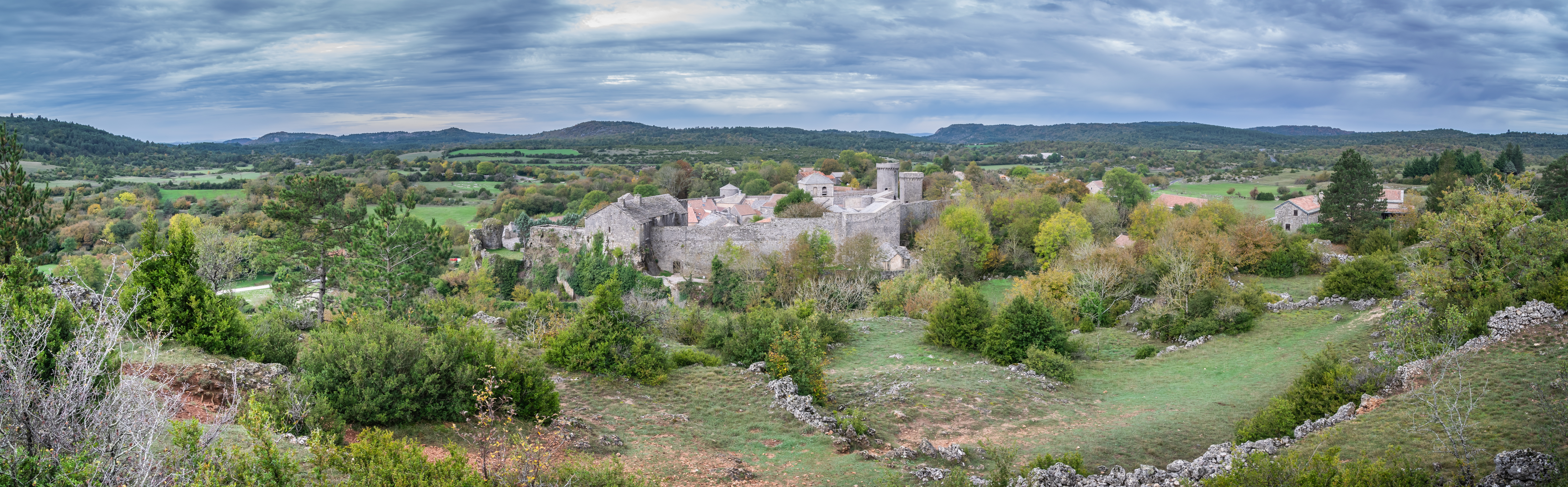
Panorama de La Couvertoirade.

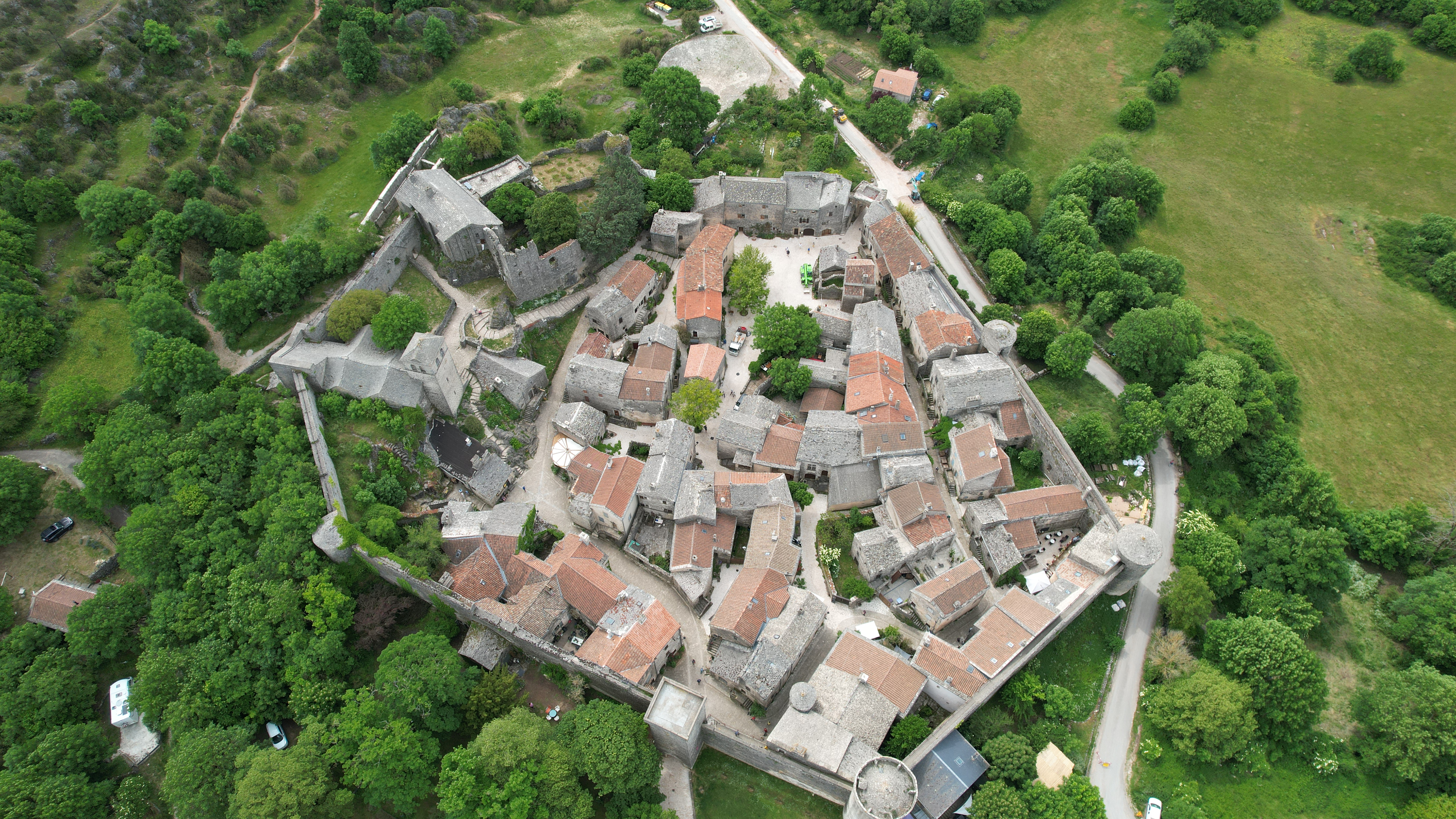
Vue aérienne de la Couvertoirade.

### Localisation
La commune, située au sud du Massif central, sur une partie du causse du Larzac, est membre du parc naturel régional des Grands Causses.

### Communes limitrophes
Les communes limitrophes sont  Campestre-et-Luc, Cornus, L'Hospitalet-du-Larzac, Le Caylar, Le Cros, Les Rives, Nant, Sainte-Eulalie-de-Cernon et Sauclières.

### Climat
Pour des articles plus généraux, voir Climat de l'Occitanie et Climat de l'Aveyron.
En 2010, le climat de la commune est de type climat des marges montargnardes, selon une étude s'appuyant sur une série de données couvrant la période 1971-2000. En 2020, Météo-France publie une typologie des climats de la France métropolitaine dans laquelle la commune est dans une zone de transition entre le climat de montagne et le climat méditerranéen et est dans la région climatique Sud-est du Massif Central, caractérisée par une pluviométrie annuelle de 1 000 à 1 500 mm, minimale en été, maximale en automne.
Pour la période 1971-2000, la température annuelle moyenne est de 9,5 °C, avec une amplitude thermique annuelle de 15,7 °C. Le cumul annuel moyen de précipitations est de 932 mm, avec 10,1 jours de précipitations en janvier et 4,6 jours en juillet. Pour la période 1991-2020, la température moyenne annuelle observée sur la station météorologique la plus proche, située sur la commune de Cornus à 11 km à vol d'oiseau, est de 10,1 °C et le cumul annuel moyen de précipitations est de 1 007,4 mm,. Pour l'avenir, les paramètres climatiques de la commune estimés pour 2050 selon différents scénarios d'émission de gaz à effet de serre sont consultables sur un site dédié publié par Météo-France en novembre 2022.

## Urbanisme

### Typologie
Au 1er janvier 2024, La Couvertoirade est catégorisée commune rurale à habitat très dispersé, selon la nouvelle grille communale de densité à 7 niveaux définie par l'Insee en 2022.
Elle est située hors unité urbaine et hors attraction des villes,.

## Histoire

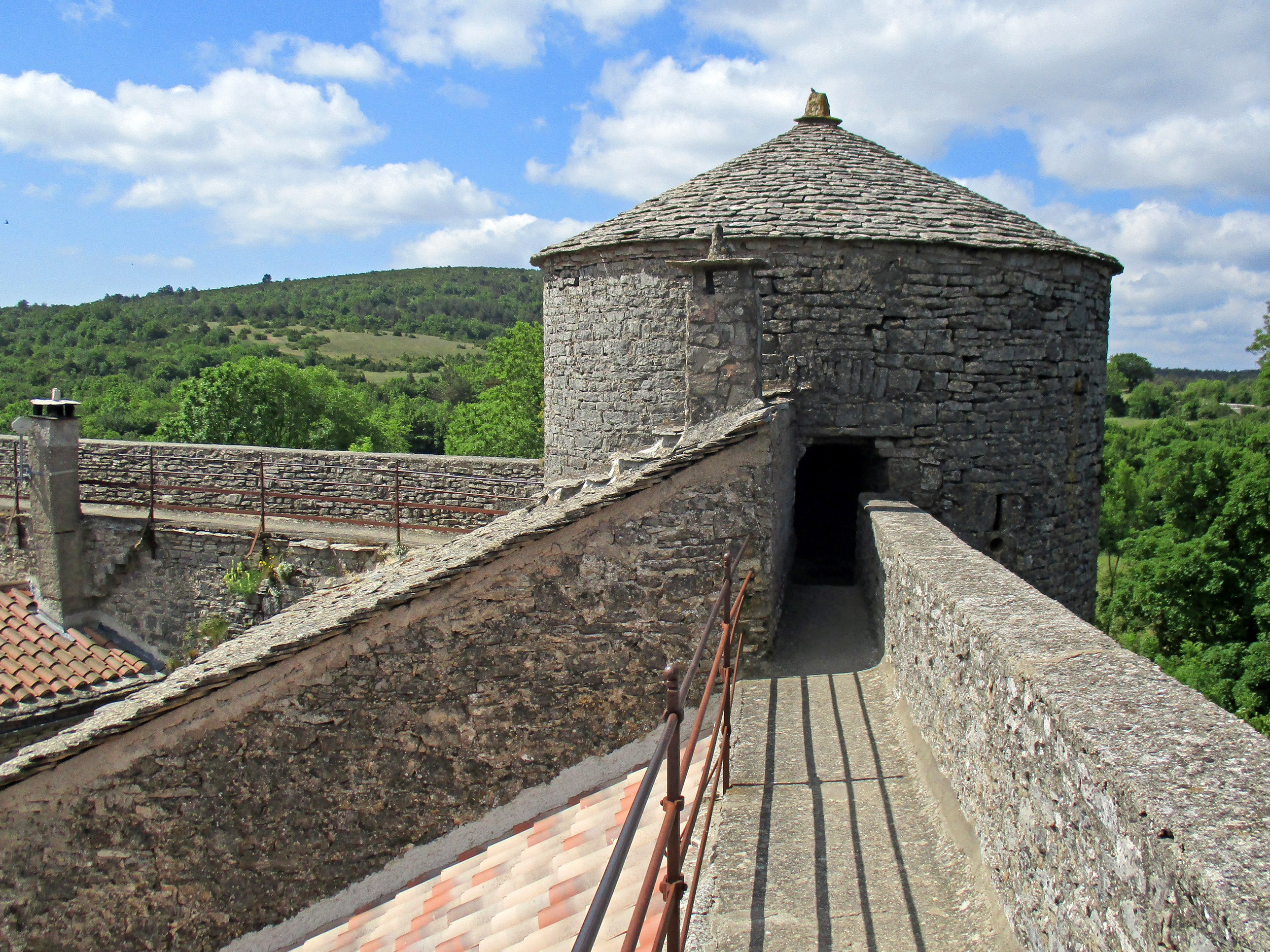
Rempart de la Couvertoirade.

Le nom de Cubertoirata apparaît dès le XIe siècle lors de la délimitation des territoires appartenant à l’abbaye de Gellone, à Saint-Guilhem-le-Désert (Hérault) aujourd’hui. Depuis le XIIe siècle, les Templiers sont installés sur le Larzac et à La Couvertoirade. Leur implantation est due d’une part à la proximité de routes permettant de descendre vers la côte méditerranéenne pour s’embarquer vers l’Orient et la Terre sainte, d’autre part à des donations.
La Couvertoirade constitue dès l’origine pour les Templiers un centre d’exploitation agricole. Sur ces terres, ils font cultiver aux paysans des céréales, élever des chevaux (pour la guerre) et des moutons (pour la viande, les peaux, le lait). Un bourg se développe autour du château, encore visible de nos jours. En 1312, l’ordre du Temple est dissous. L’ensemble de leurs biens revient aux Hospitaliers qui deviennent les nouveaux maîtres de La Couvertoirade. La bourgade compte 135 feux en 1328, soit environ 800 personnes. Au milieu du XIVe siècle, les « Routiers » (des compagnies de mercenaires vivant en bandes plus ou moins organisées et souvent peu disciplinées) pillent le Larzac. Par crainte de ces bandes armées, les habitants finissent par faire fortifier le bourg de 1439 à 1445. C'est Déodat d'Alaus, maître maçon de Saint-Beauzély, qui est chargé d'exécuter ces travaux. Malheureusement, ce territoire se sera déjà fortement dépeuplé.
À ce siècle de fléaux succède un siècle de repeuplement et de reconstruction dont témoignent de nombreuses maisons ayant conservé des éléments de la fin du XVe au début du XVIe siècle. En 1562, au début des guerres de religion, les Huguenots tentent de prendre la cité — en vain. En 1702 les habitants s’arment et restaurent les portes par crainte des Camisards, mais le bourg ne sera plus jamais attaqué. Malgré les épidémies et les disettes s’instaure une certaine prospérité. En 1768 le bourg est érigé en commanderie indépendante, octroyée au chevalier Riquetti, baron de Mirabeau, déjà commandeur de Sainte-Eulalie. La Révolution confisque toutes les possessions hospitalières qui reviennent aux paysans. Au XIXe siècle, la commune est touchée par l’exode rural mais maintient son activité économique agricole. Puis, à partir des dernières décennies du XXe siècle, la commune exploite aussi son passé templier à des fins touristiques.

## Politique et administration
| Période                                  | Période  | Identité           | Étiquette | Qualité                               |
| ---------------------------------------- | -------- | ------------------ | --------- | ------------------------------------- |
| 1977                                     | 1995     | Jacques Dupont     | DVG       | Instituteur                           |
| 1995                                     | 2001     | Philippe Augé      | SE        | Inspecteur de l'environement          |
| 2001                                     | 2014     | Marie José Laborie |           |                                       |
| mars 2014                                | En cours | Maryse Roux,       |           | Agricultrice sur moyenne exploitation |
| Les données manquantes sont à compléter. |          |                    |           |                                       |

## Démographie
L'évolution du nombre d'habitants est connue à travers les recensements de la population effectués dans la commune depuis 1793. Pour les communes de moins de 10 000 habitants, une enquête de recensement portant sur toute la population est réalisée tous les cinq ans, les populations de référence des années intermédiaires étant quant à elles estimées par interpolation ou extrapolation. Pour la commune, le premier recensement exhaustif entrant dans le cadre du nouveau dispositif a été réalisé en 2008.

En 2022, la commune comptait 200 habitants, en évolution de +7,53 % par rapport à 2016 (Aveyron : +0,37 %, France hors Mayotte : +2,11 %).
| 1793 | 1800 | 1836 | 1841  | 1846  | 1851  | 1856 | 1861 | 1866 |
| ---- | ---- | ---- | ----- | ----- | ----- | ---- | ---- | ---- |
| 644  | 815  | 969  | 1 028 | 1 075 | 1 020 | 939  | 906  | 847  |

| 1872 | 1876 | 1881 | 1886 | 1891 | 1896 | 1901 | 1906 | 1911 |
| ---- | ---- | ---- | ---- | ---- | ---- | ---- | ---- | ---- |
| 790  | 812  | 750  | 736  | 792  | 648  | 519  | 478  | 409  |

| 1921 | 1926 | 1931 | 1936 | 1946 | 1954 | 1962 | 1968 | 1975 |
| ---- | ---- | ---- | ---- | ---- | ---- | ---- | ---- | ---- |
| 329  | 335  | 286  | 256  | 188  | 160  | 142  | 120  | 107  |

| 1982 | 1990 | 1999 | 2006 | 2008 | 2013 | 2018 | 2022 | - |
| ---- | ---- | ---- | ---- | ---- | ---- | ---- | ---- | - |
| 134  | 148  | 153  | 173  | 179  | 178  | 189  | 200  | - |

## Économie

### Revenus
En 2018  (données Insee publiées en septembre 2021), la commune compte 87 ménages fiscaux, regroupant 183 personnes. La médiane du revenu disponible par unité de consommation est de 17 550 € (20 640 € dans le département).

### Emploi
| Division       | 2008  | 2013  | 2018  |
| -------------- | ----- | ----- | ----- |
| Commune        | 4,3 % | 6,7 % | 8,5 % |
| Département    | 5,4 % | 7,1 % | 7,1 % |
| France entière | 8,3 % | 10 %  | 10 %  |

En 2018, la population âgée de 15 à 64 ans s'élève à 106 personnes, parmi lesquelles on compte 83 % d'actifs (74,5 % ayant un emploi et 8,5 % de chômeurs) et 17 % d'inactifs,. En  2018, le taux de chômage communal (au sens du recensement) des 15-64 ans est supérieur à celui du département, mais inférieur à celui de la France, alors qu'il était inférieur à celui du département et de la France en 2008.
La commune est hors attraction des villes,. Elle compte 71 emplois en 2018, contre 77 en 2013 et 65 en 2008. Le nombre d'actifs ayant un emploi résidant dans la commune est de 86, soit un indicateur de concentration d'emploi de 82,3 % et un taux d'activité parmi les 15 ans ou plus de 60,5 %.
Sur ces 86 actifs de 15 ans ou plus ayant un emploi, 47 travaillent dans la commune, soit 55 % des habitants. Pour se rendre au travail, 61,6 % des habitants utilisent un véhicule personnel ou de fonction à quatre roues, 10,5 % s'y rendent en deux-roues, à vélo ou à pied et 27,9 % n'ont pas besoin de transport (travail au domicile).

### Activités hors agriculture

#### Secteurs d'activités
49 établissements sont implantés  à la Couvertoirade au 31 décembre 2019. Le tableau ci-dessous en détaille le nombre par secteur d'activité et compare les ratios avec ceux du département,.
| Secteur d'activité                                                                                        | Commune | Commune | Département |
| Secteur d'activité                                                                                        | Nombre  | %       | %           |
| --- | ------- | ------- | ----------- |
| Ensemble                                                                                                  | 49      |         |             |
| Industrie manufacturière, industries extractives et autres                                                | 19      | 38,8 %  | (17,7 %)    |
| Construction                                                                                              | 1       | 2 %     | (13 %)      |
| Commerce de gros et de détail, transports, hébergement et restauration                                    | 19      | 38,8 %  | (27,5 %)    |
| Activités spécialisées, scientifiques et techniques et activités de services administratifs et de soutien | 1       | 2 %     | (12,4 %)    |
| Autres activités de services                                                                              | 9       | 18,4 %  | (7,8 %)     |

Le secteur du commerce de gros et de détail, des transports, de l'hébergement et de la restauration est prépondérant sur la commune puisqu'il représente 38,8 % du nombre total d'établissements de la commune (19 sur les 49 entreprises implantées à La Couvertoirade), contre 27,5 % au niveau départemental.

#### Entreprises
L'économie de la commune est caractérisée par une agriculture traditionnelle extensive basée sur l'élevage pour la production laitière de brebis destinée à l'élaboration des fromages de Roquefort, pérail, tome, et pour la production de veaux et agneaux destinés à l'engraissement. Une diversification existe tournée vers l'apiculture et la production de bois de chauffe et le tourisme rural. Les agriculteurs de la commune et des communes voisines vendent leurs productions transformées ou pas devant le bourg les dimanches de la saison estivale. Des artisans d'art et artistes créateurs vivent et travaillent dans la commune.

### Agriculture
La commune est dans les Grands Causses, une petite région agricole occupant le sud-est du département de l'Aveyron. En 2020, l'orientation technico-économique de l'agriculture  sur la commune est l'élevage d'ovins ou de caprins.
|               | 1988  | 2000  | 2010  | 2020  |
| ------------- | ----- | ----- | ----- | ----- |
| Exploitations | 13    | 12    | 12    | 12    |
| SAU (ha)      | 4 448 | 3 856 | 3 692 | 3 240 |

Le nombre d'exploitations agricoles en activité et ayant leur siège dans la commune est passé de 13 lors du recensement agricole de 1988  à 12 en 2000 puis à 12 en 2010 et enfin à 12 en 2020, soit une baisse de 8 % en 32 ans. Le même mouvement est observé à l'échelle du département qui a perdu pendant cette période 51 % de ses exploitations,. La surface agricole utilisée sur la commune a également diminué, passant de 4 448 ha en 1988 à 3 240 ha en 2020. Parallèlement la surface agricole utilisée moyenne par exploitation a baissé, passant de 342 à 270 ha.

## Culture locale et patrimoine

### Mégalithes
Plusieurs dolmens (Portalerie, Ferrière, Cazejourdes, Puech de la Matte, Viste, Montaymat, Fourques, Serre Plumat) et menhirs (Montaymat, Planas) sont visibles sur le territoire de la commune.

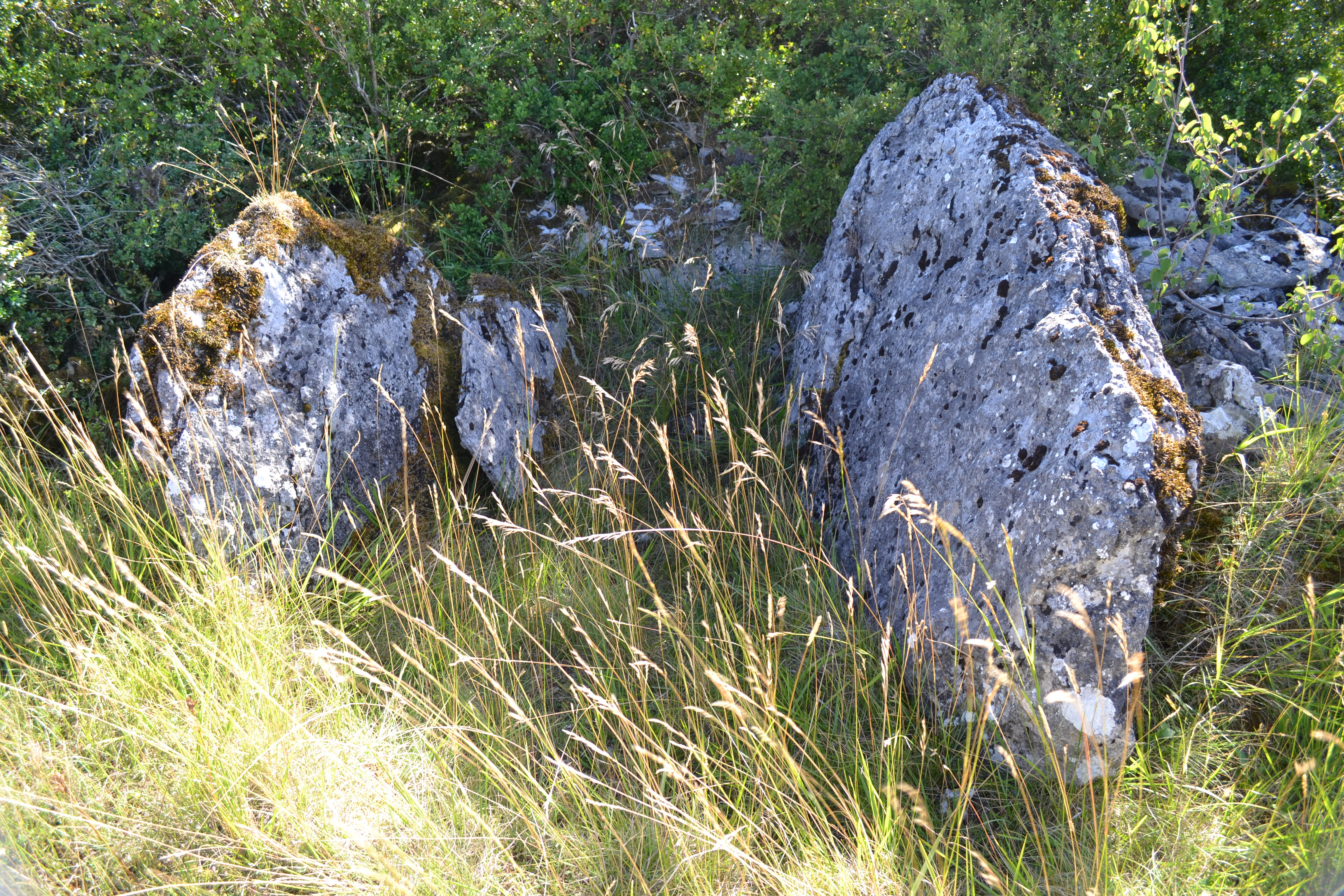
Dolmen de la Ferrière.
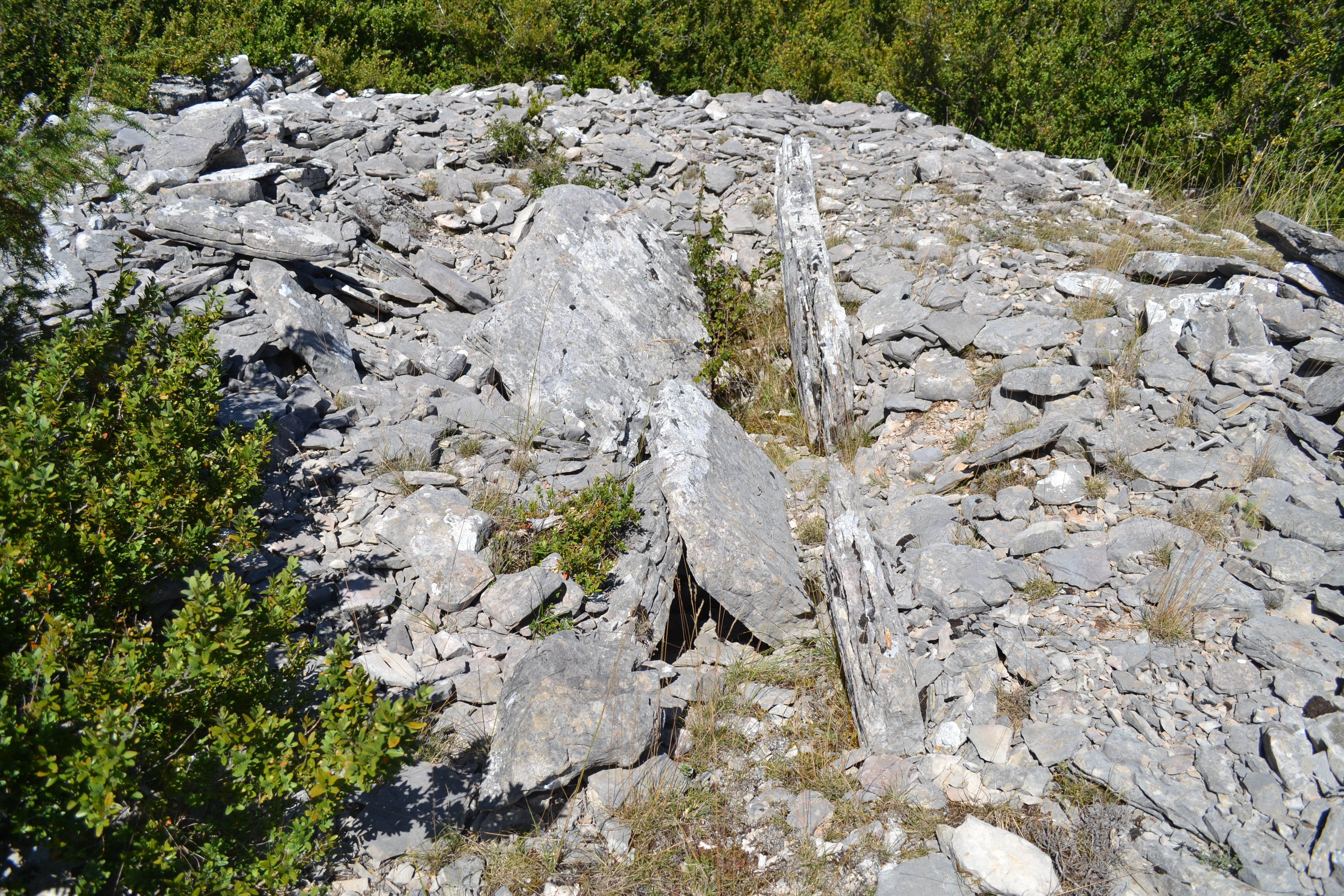
Dolmen des Fourques.
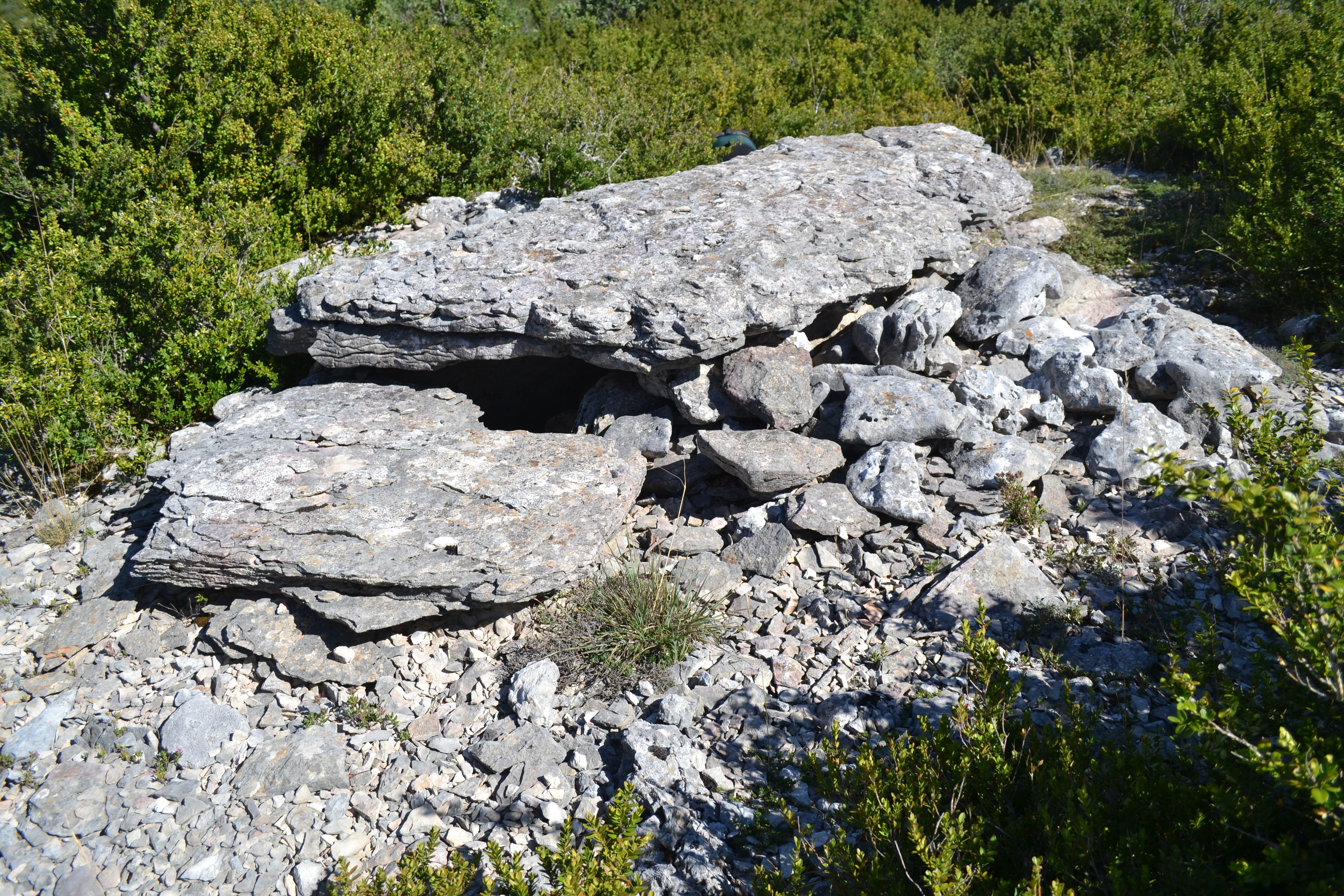
Dolmen de Monteymat.
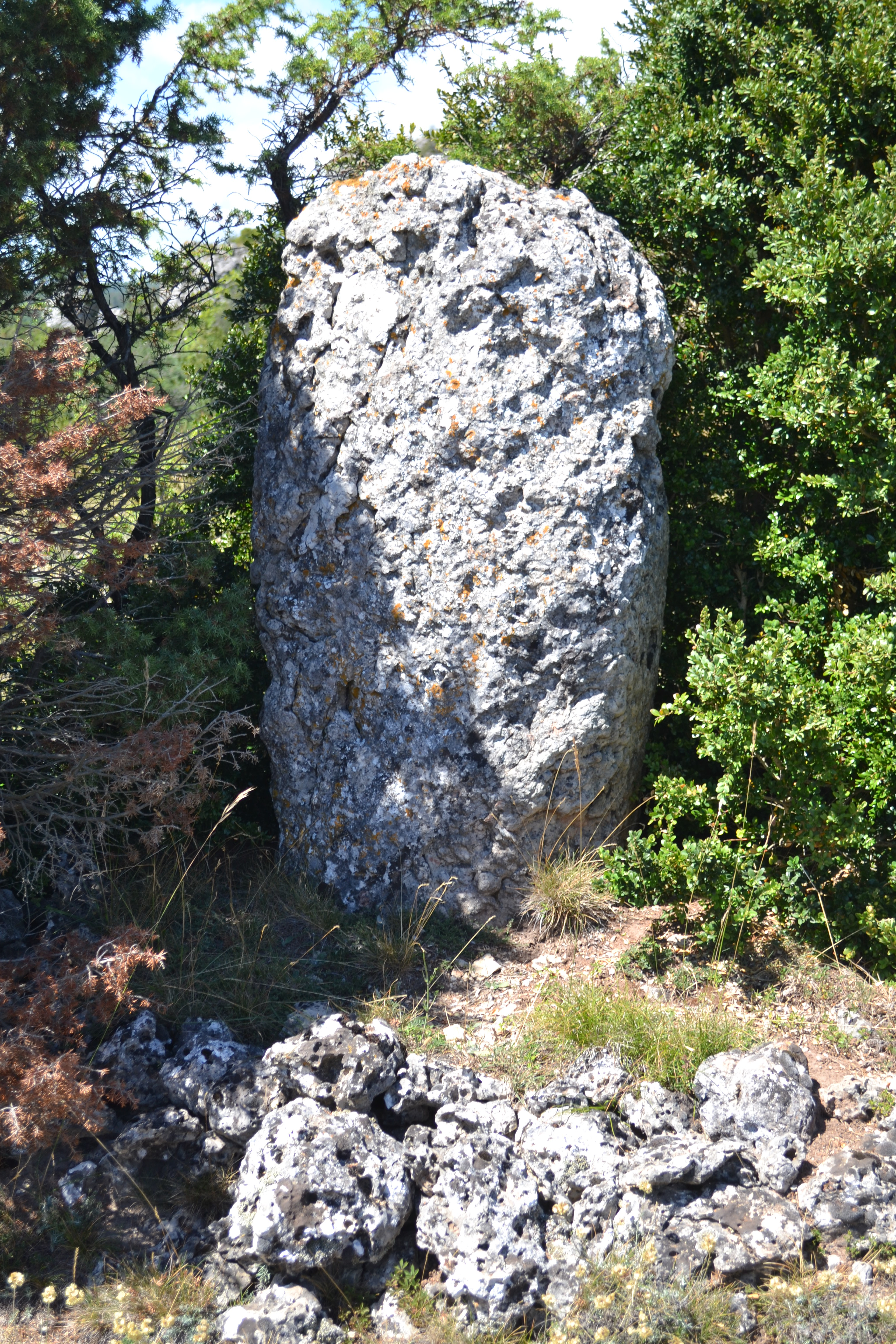
Menhir de Montaymat.
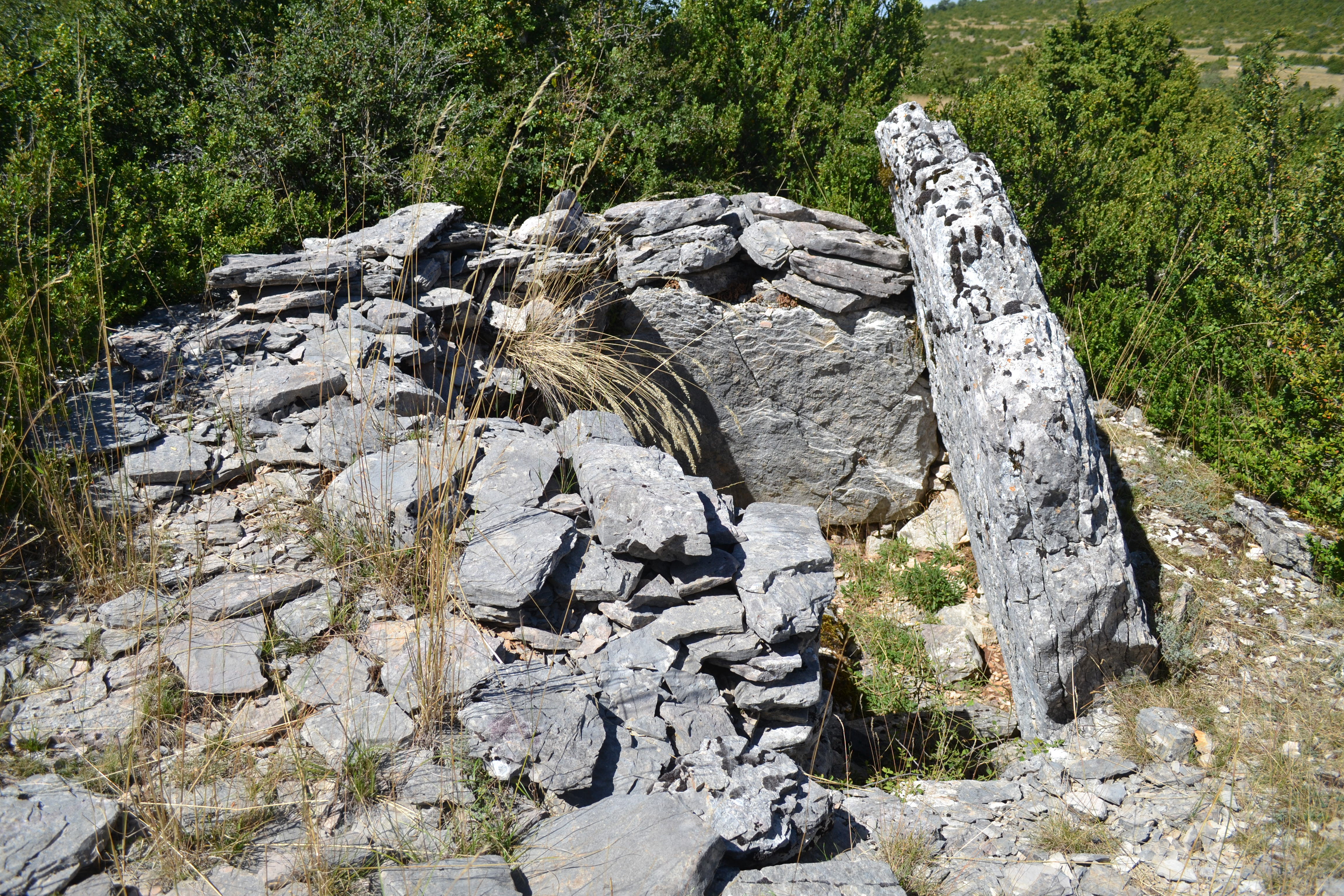
Dolmen de Serre Plumat.
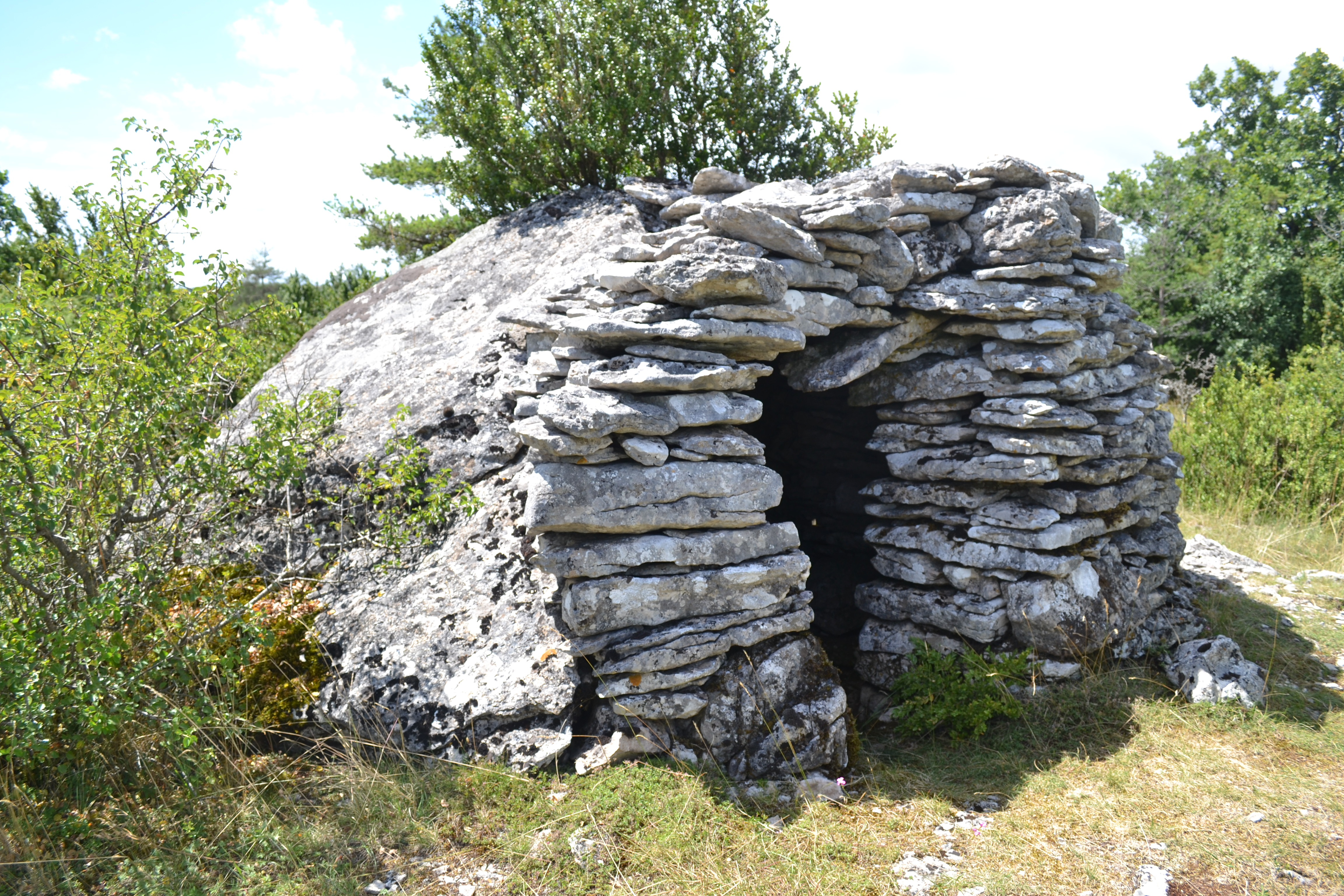
Dolmen de Viste n°2 réutilisé en cazelle.

### Édifices civils
- les remparts, classés monument historique depuis 1895[20] ;
- le château, classé monument historique depuis 1945[21] ;
- l'hôtel de Grailhe, inscrit monument historique en 1934[22] ;
- l'hôtel de la Scipione.

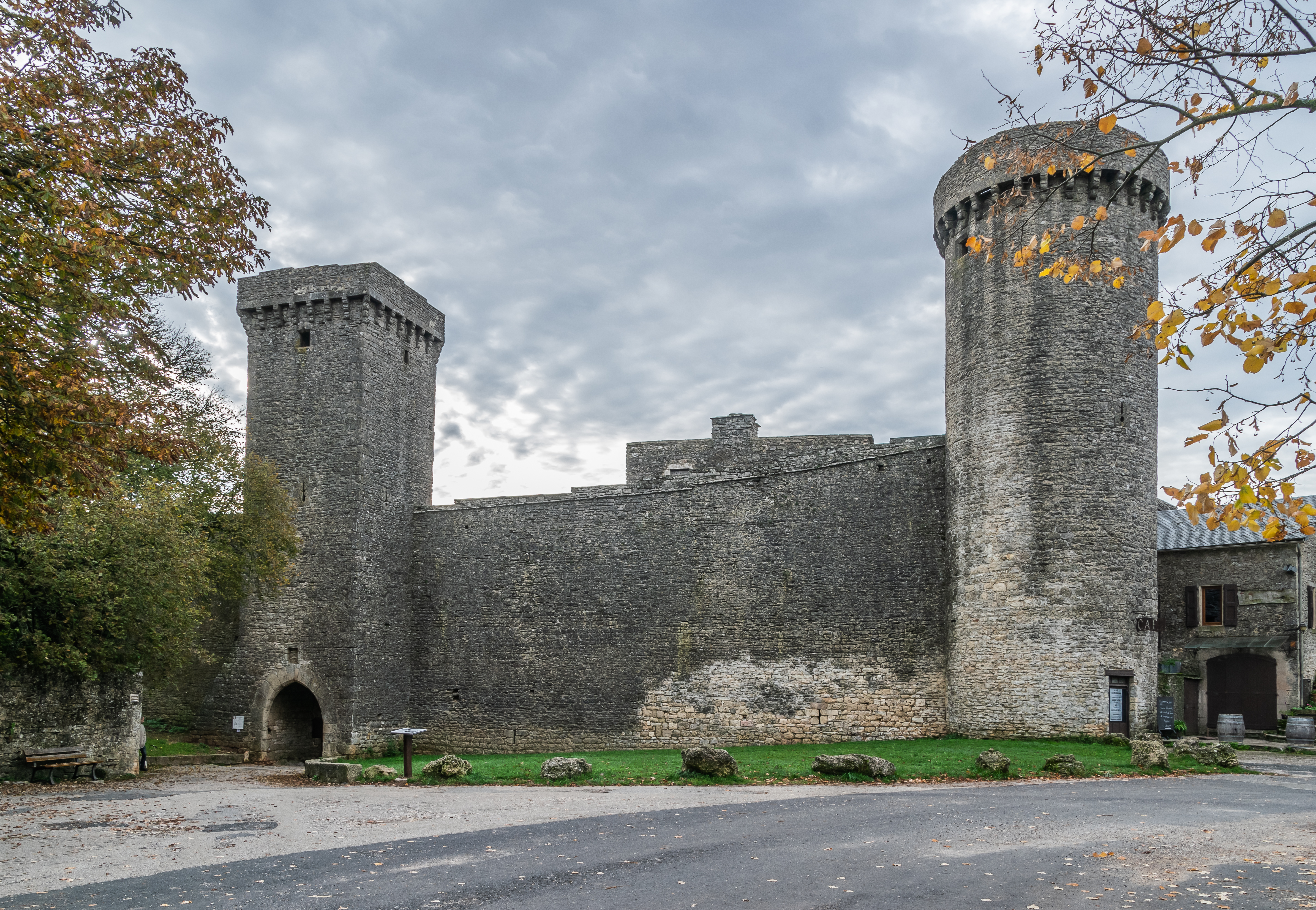
Les remparts.
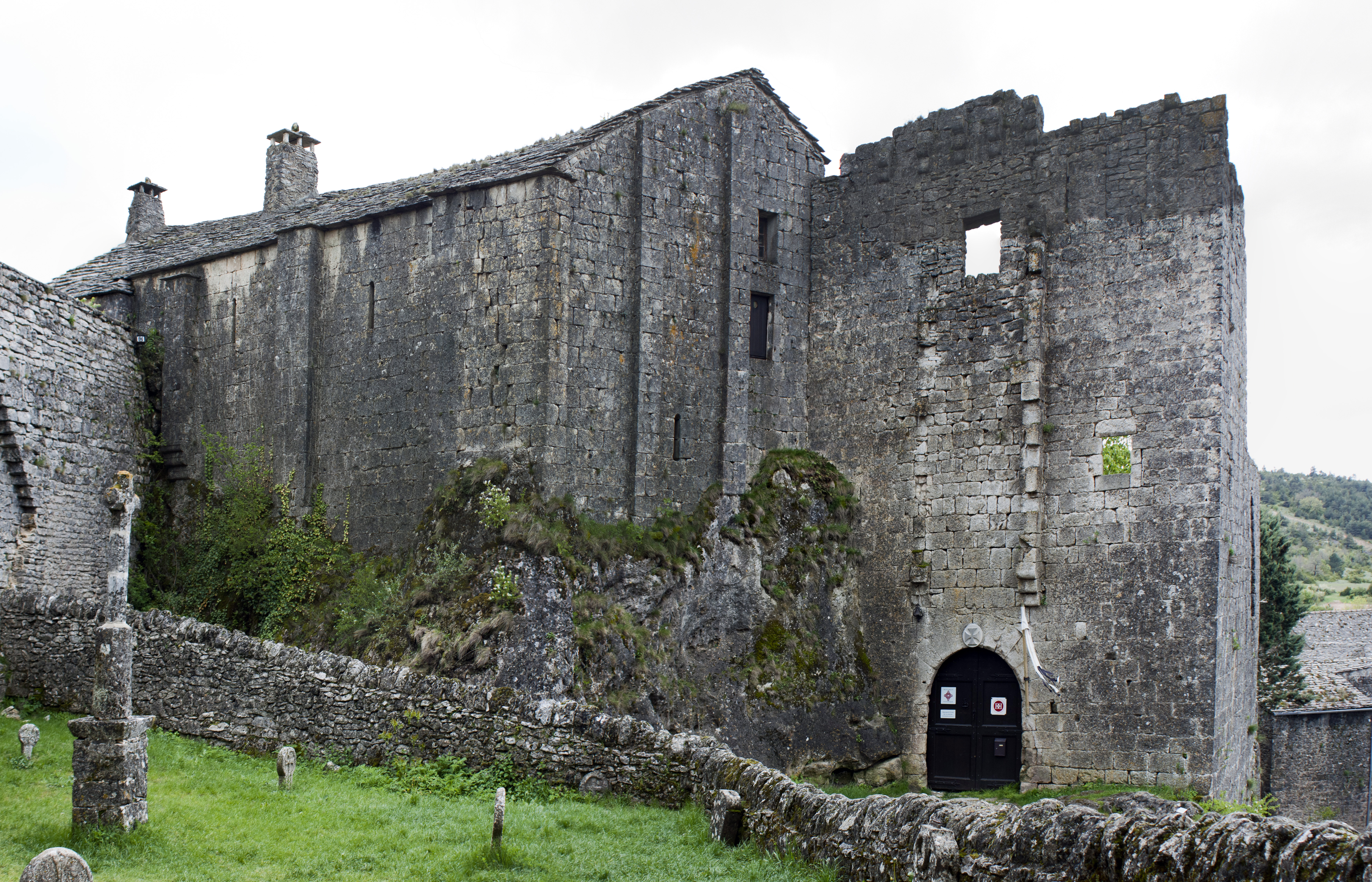
Le château.
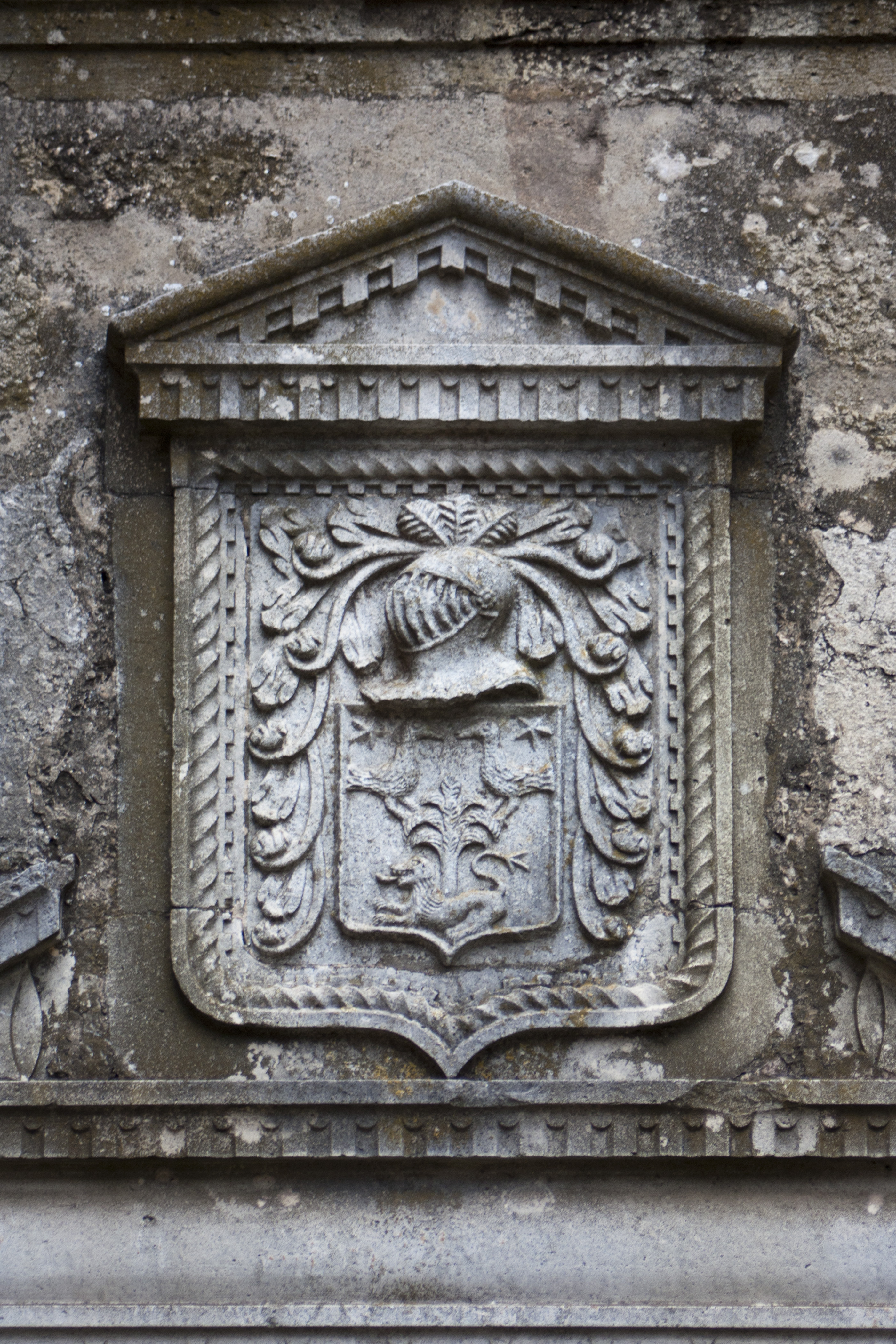
Blason sur l'hôtel de Grailhe.
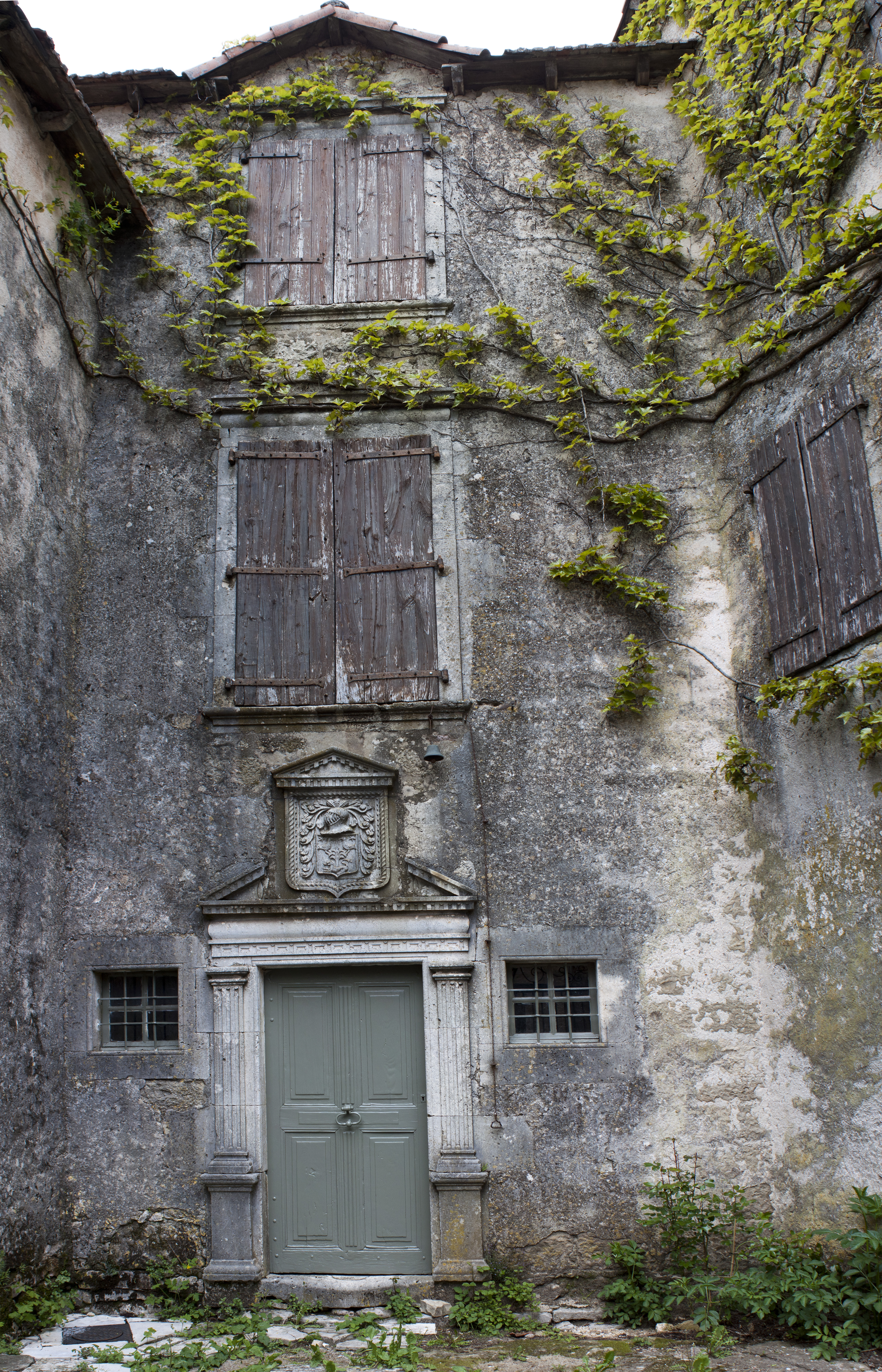
L'hôtel de Grailhe.
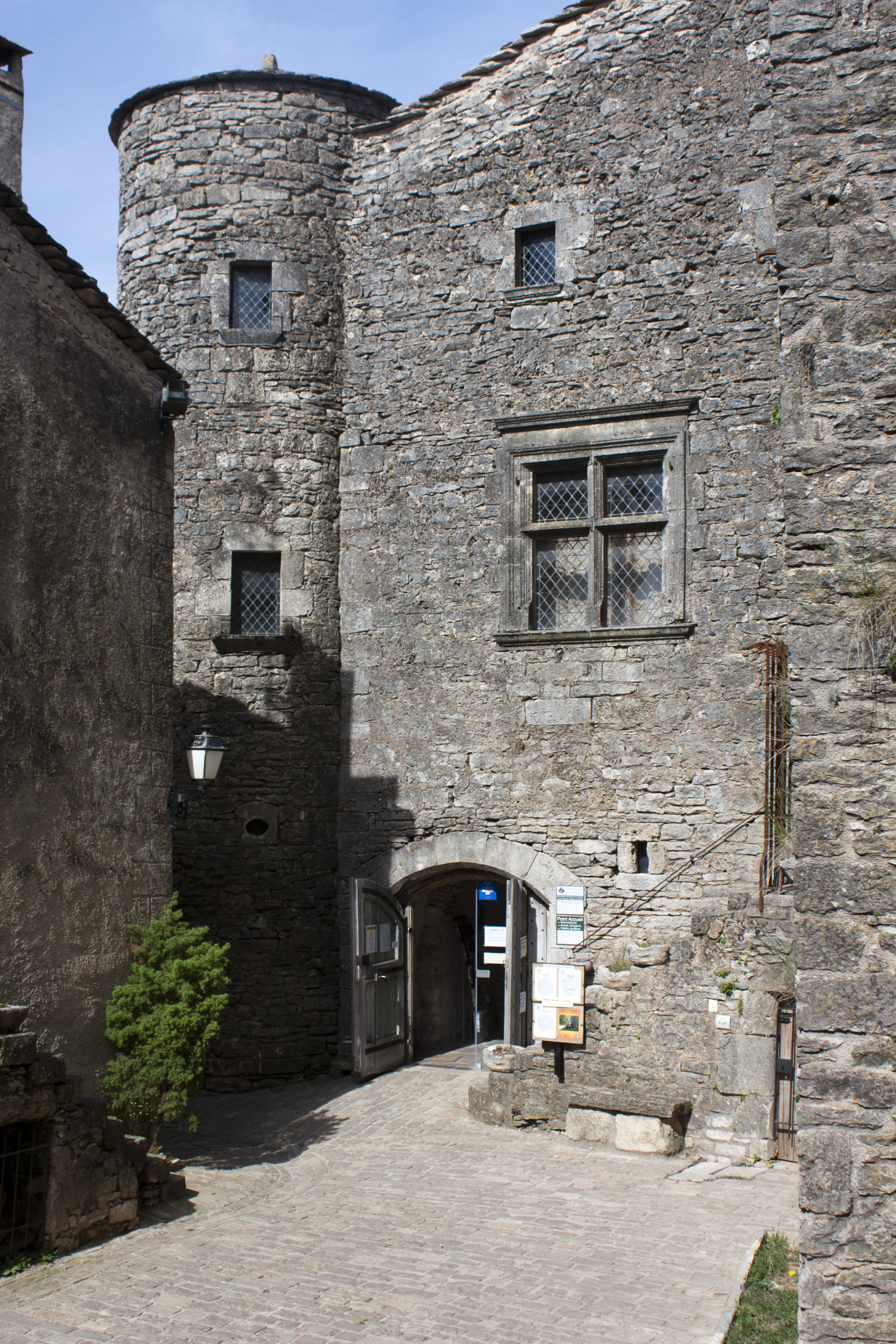
L'hôtel de la Scipione.

### Édifices religieux
- L'église Saint-Caprais de la Blaquererie ;
- l'église Saint-Christol, classée monument historique en 1945[23] ;
- le presbytère, classé monument historique en 1945[24] ;
- le cimetière, classé monument historique en 1945[23].

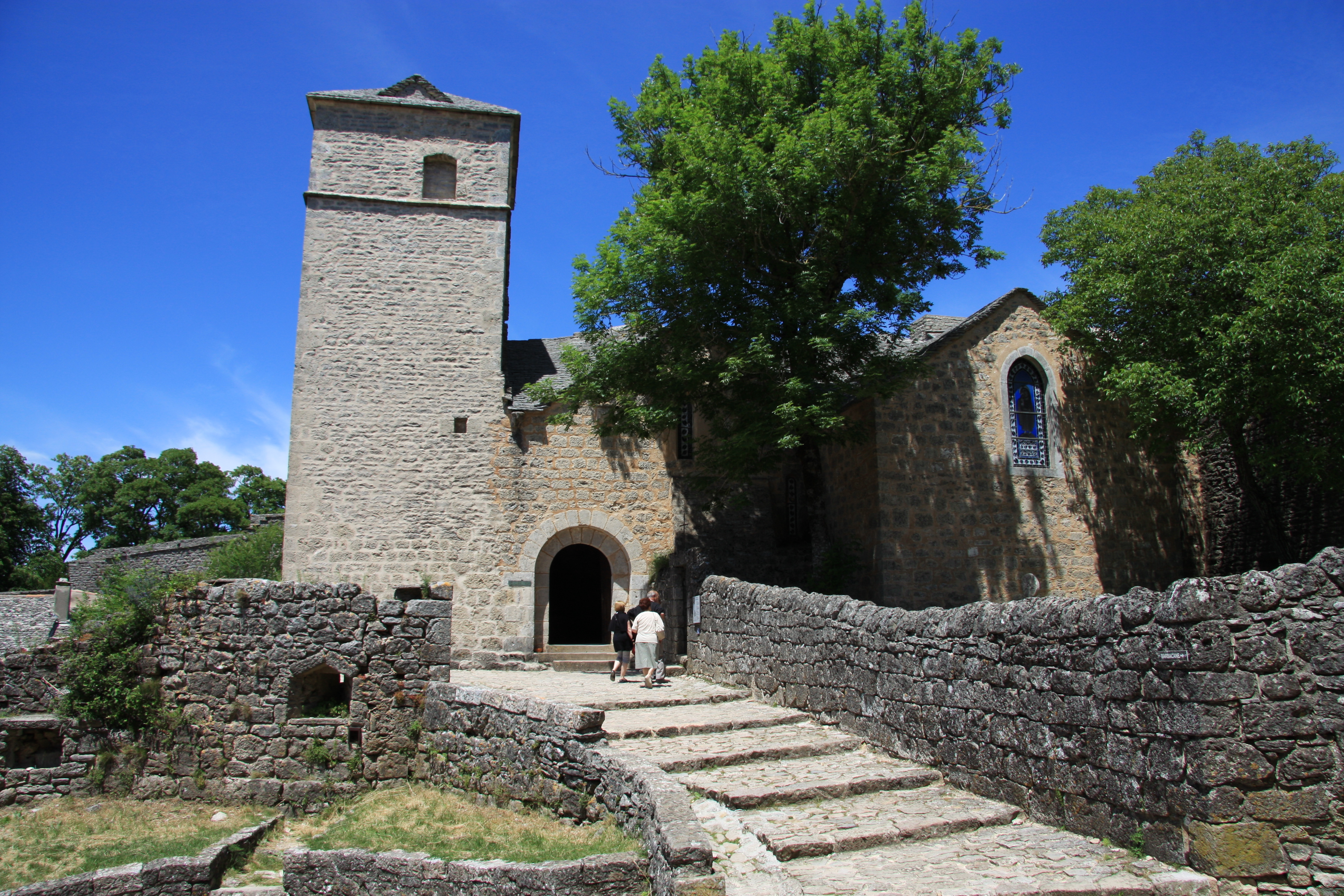
L'église Saint-Christol.
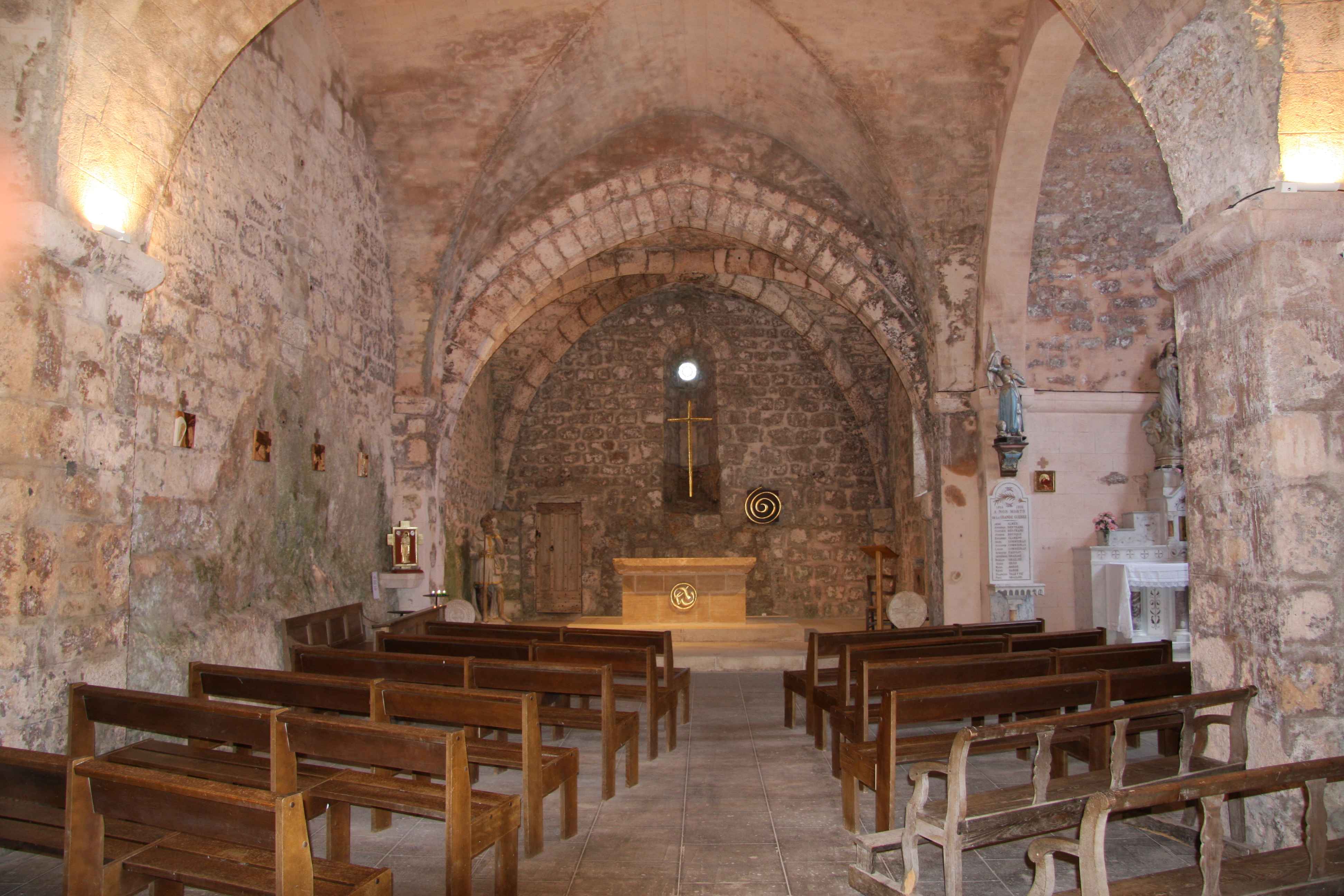
L'intérieur de l'église Saint-Christol.
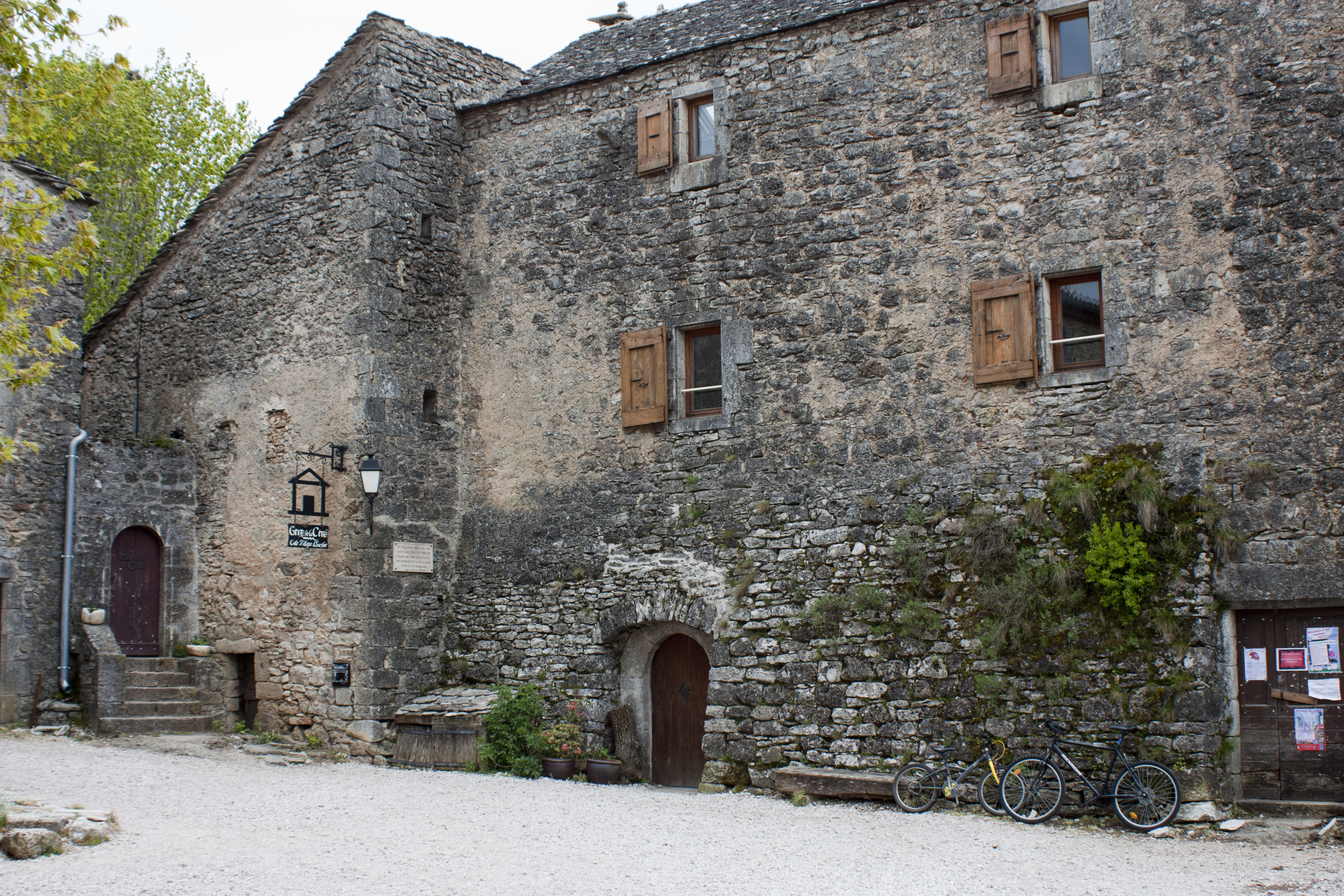
Le presbytère.
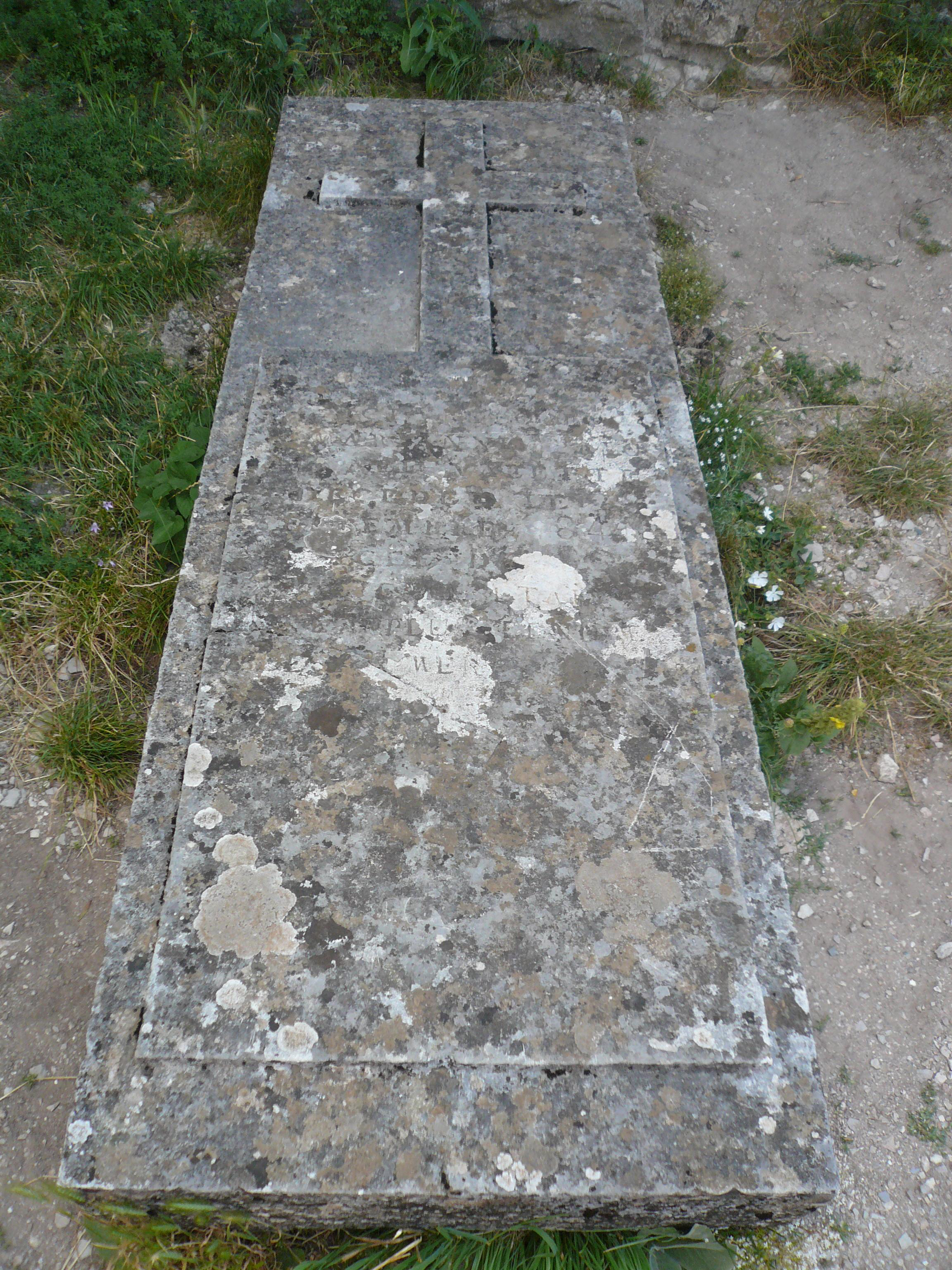
Tombe.
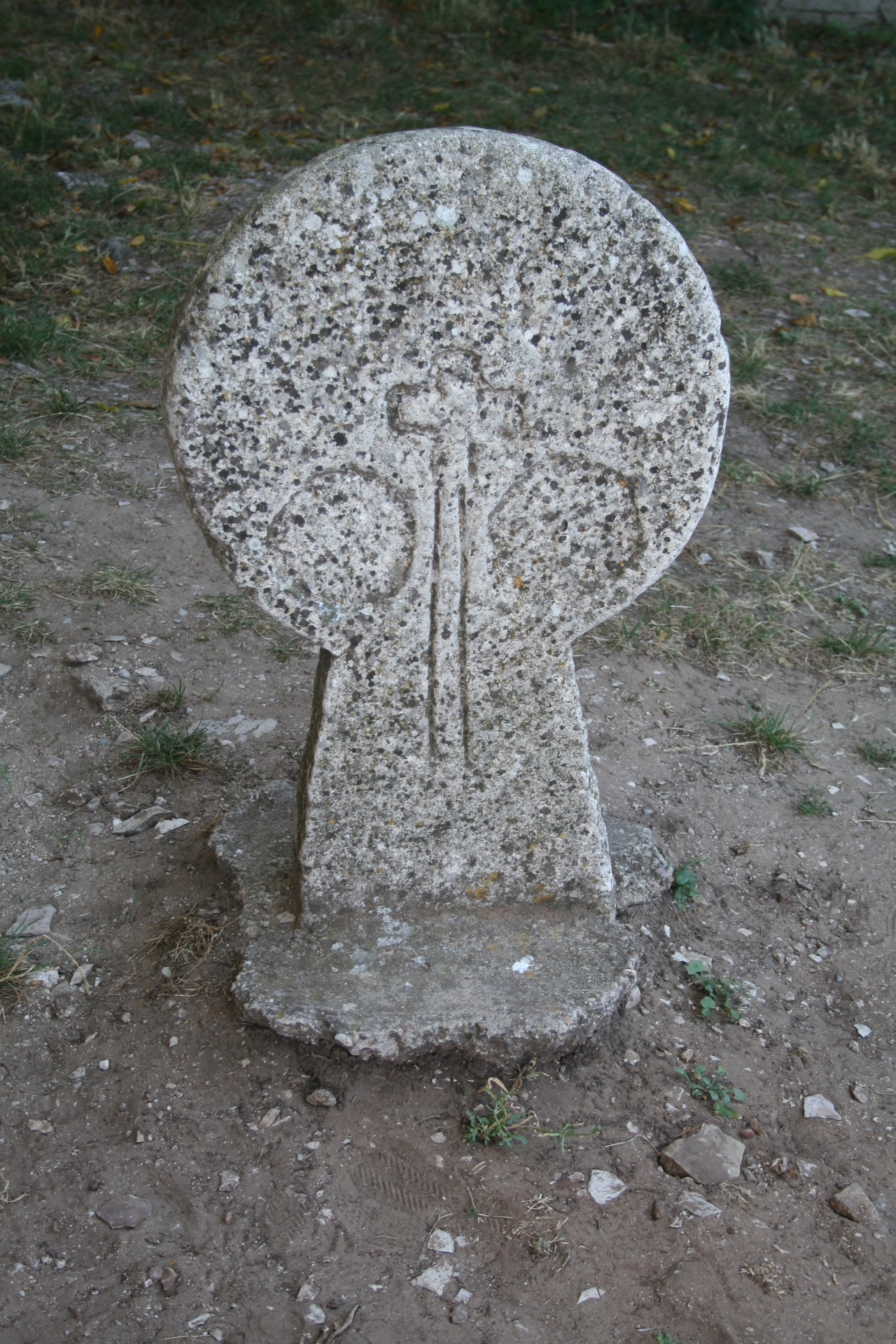
Stèle discoïdale.
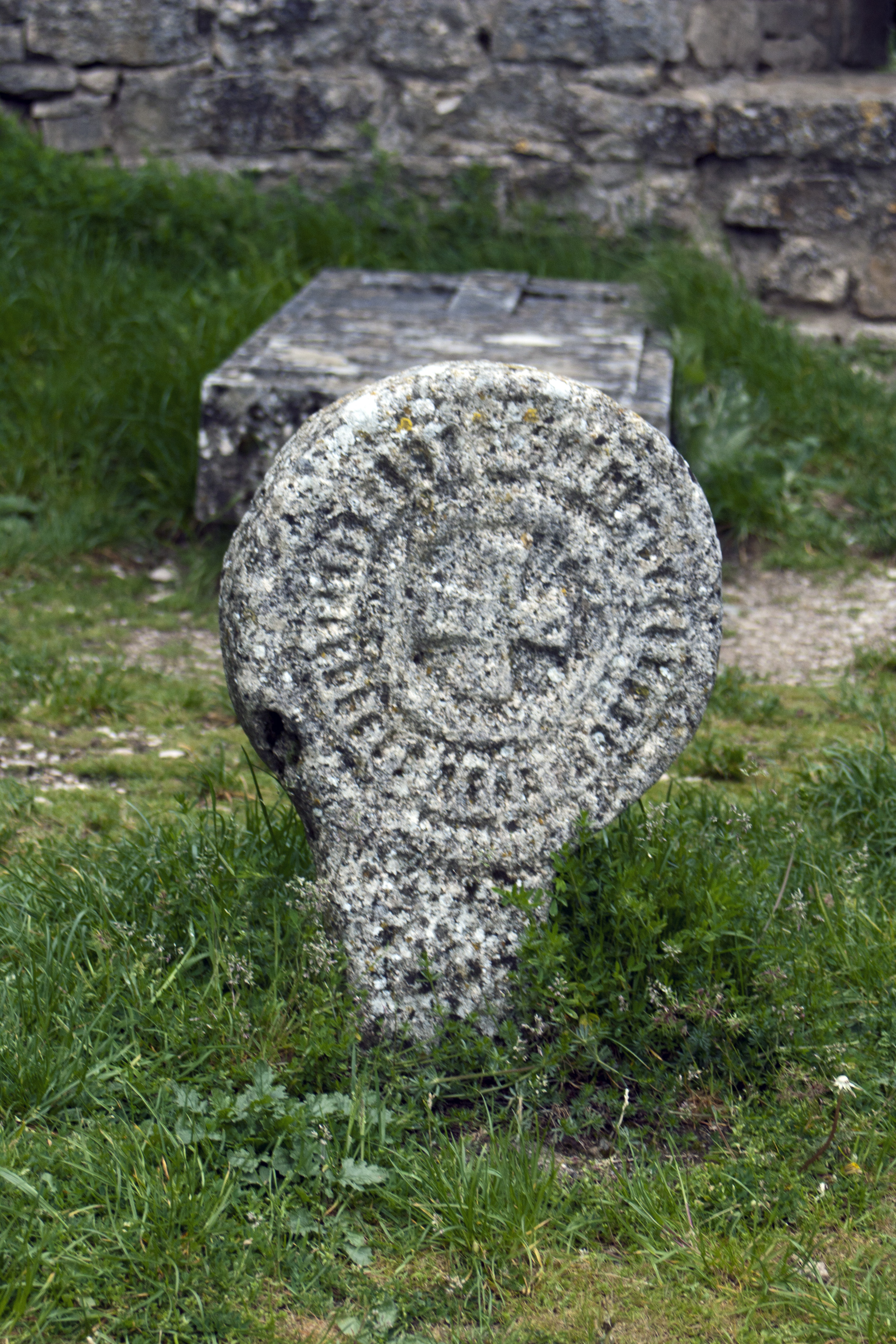
Stèle discoïdale.

### Patrimoine naturel
- Lavogne.
- Le moulin de Redounel.

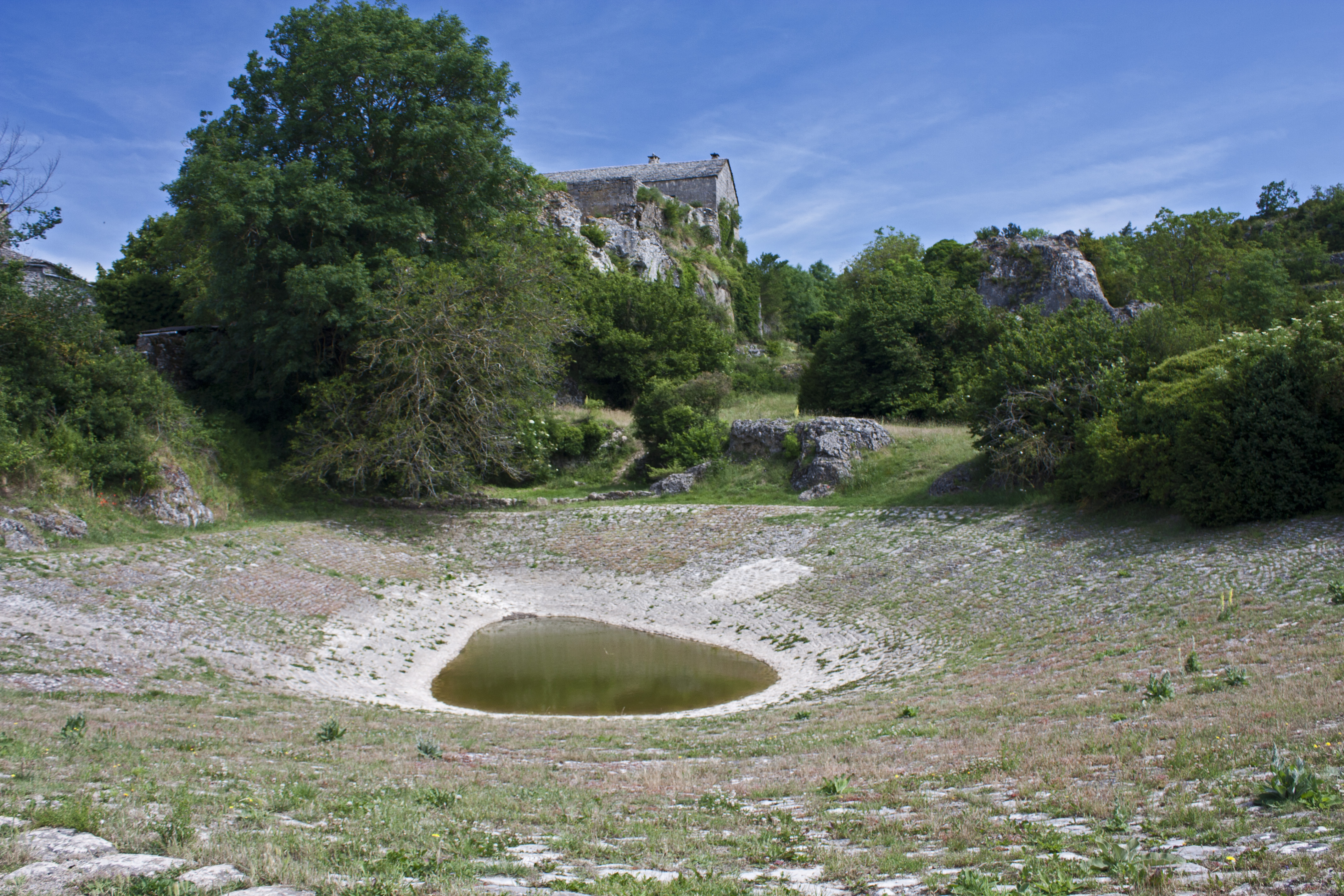
Lavogne ; bassin de décantation.
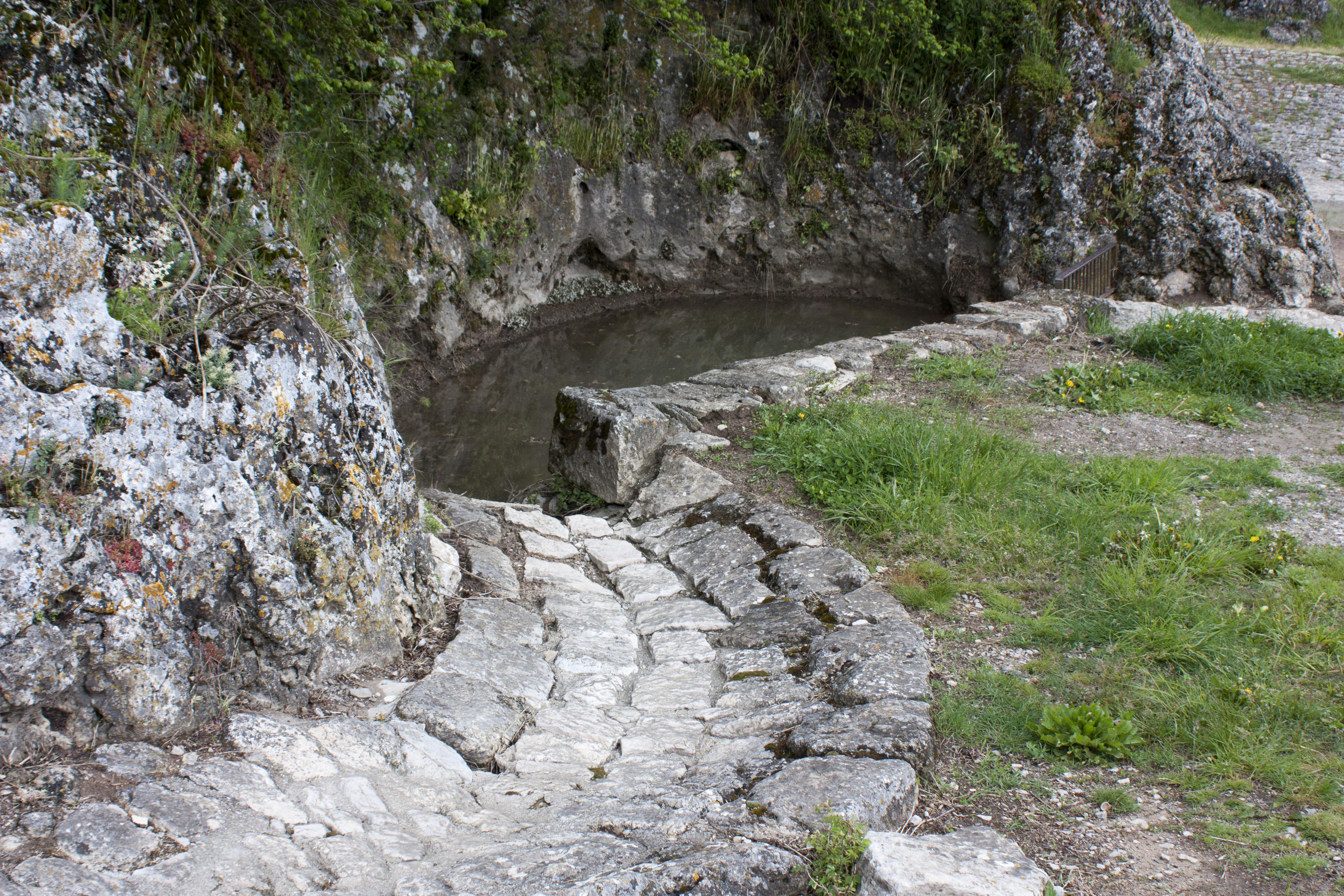
Lavogne ; rigole du bassin.
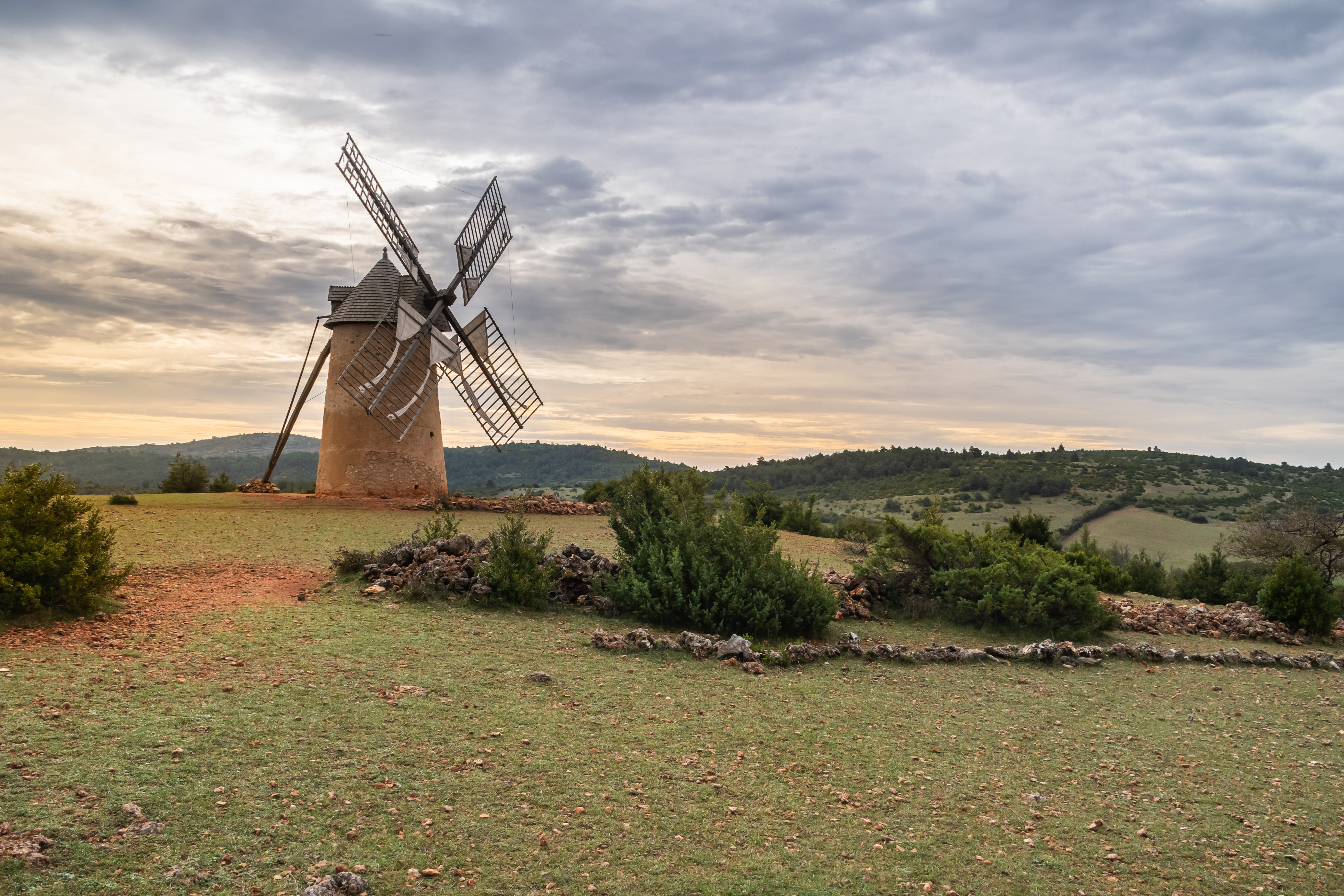
Moulin de Redounel.

#### Sentier de grande randonnée
Un chemin rural qualifié de sentier de grande randonnée (GR 71C, 83 km) part de  La Couvertoirade et permet, en quatre jours, de s'immerger dans les replis les plus reculés du causse et de faire connaissance avec sa population.

### Héraldique
| Blason de La Couvertoirade | Blason  | De sable aux deux lions rampants d'or affrontés. |
| Blason de La Couvertoirade | Détails | Le statut officiel du blason reste à déterminer. |

## Filmographie
- [vidéo] « François Chayé La Couvertoirade - Villages de France - Arte - Mai 2012  », sur YouTube
- Jean-Louis Pieux (Réalisateur) et Jean-Paul Azam (Voix parlée ; photographe), La Couvertoirade ou le vrai trésor des Templiers (image animée, monographie), S.l., La Couvertoirade (Production), 1995, 1 cass. vidéo (18 min) : coul., SECAM ; 1/2 pouce VHS (BNF 38321771)
- Alain Boyer (Réalisateur), La Couvertoirade : le don de l'eau (image animée, monographie), Paris, Fédération française de cinéma et vidéo, 2009, 1 fichier vidéo numérique (18 min 07 s) : coul. (PAL), son. (BNF 42102881)